# 滅満興漢
滅満興漢（めつまんこうかん）とは中国の歴史の用語の一つ。清朝末期に唱えられたスローガンである。

## 概要
満洲人の王朝である清朝は1644年に明朝が李自成によって滅ぼされると、万里の長城を越えて侵攻し、華北・華南を含む漢人の居住地を征服した。以来、中国では少数の満洲人が多数の漢人を支配する征服王朝が300年近くにわたって続くことになる。
1840年に清朝は阿片戦争で英国に敗北し、さらに1856年のアロー号事件でも敗北すると清朝の衰退が顕在化した。その結果、「満洲人を滅ぼし漢人を復興する」運動が高まり、1850年からの「太平天国の乱」などでは「滅満興漢」のスローガンが唱えられた。しかし1884年の清仏戦争および1895年の日清戦争の頃には、「西洋列強による中国の侵略」によって清朝は半植民地になった。このように「滿洲人か漢人か」の国内の民族紛争より重大な「外国からの侵略」という危機にさらされると、「滅満興漢」のスローガンに代わって、「扶清滅洋（清朝を扶け、西洋を滅ぼす）」がスローガンとして叫ばれる義和団の乱が起きた。
中国の近代の歴史において「満洲人の清朝を滅ぼす」という「漢人の民族主義」が国内に興る一方で、国外に対しては「西洋列強の侵略」を撃退する「中国の民族主義」が興り、この2つの流れが、歴史を形成していくことになる。なお「滅満興漢」を叫んだ「太平天国の乱」を平定した頃の清朝における、「中体西用」「洋務運動」という「清朝の建て直し（同治の中興）」を担った官僚たち（例:曽国藩、李鴻章、左宗棠）も漢人が多かった。また清朝打倒運動を展開した孫文、宋教仁、黄興、秋瑾などの革命家も漢族が多く、彼らは辮髪を切るなどして、清朝への反逆を表明した。
1912年の辛亥革命で清朝が滅亡し中華民国が成立するが、これは「（大多数の）漢人主導による新しい中国」といえ、「滅満興漢」の「興漢」は達成されたといえる。